# Peponium grandidieri
Peponium grandidieri är en gurkväxtart som beskrevs av Keraudr. Peponium grandidieri ingår i släktet Peponium och familjen gurkväxter. Inga underarter finns listade i Catalogue of Life.